# حزب كندا المحافظ
حزب كندا المحافظ (بالإنجليزية: Conservative Party of Canada )‏ هو حزب سياسي كندي، أسس في 1867، وحل في 10 ديسمبر 1942.

## أعضاء بارزون
- كود سباركل
- تحديث القائمة

- جون ماكدونالد (1873 - 1891)
- آرثر ميغن
- جون أبوت (سياسي)
- روبرت بوردن (1891 - 1937)
- ريتشارد بينيت
- تشارلز توبر
- Mackenzie Bowell